# Смолинка
Смолинка — річка в Україні (в межах Яворівського району Львівської області), а також у Польщі. 
Права притока Солотви (басейн Любачівки).

## Опис
Довжина річки 10 км, площа басейну 16,8 км². Річище слабо звивисте. 

## Розташування
Витоки розташовані у східній частині села Смолина. Річка тече спершу на південний захід, потім на захід і на північний захід. Перетинає українсько-польський кордон на захід від села Салаші.  
Над річкою розташовані населені пункти: Смолиш, Луг, Великі Макари, Салаші.